# Mouais

Ubicació de Mouais dins del departament de Loira Atlàntic

Mouais (en bretó Lanvoe) és un municipi francès, situat a la regió de país del Loira, al departament de Loira Atlàntic, que històricament va formar part de la Bretanya. L'any 2006 tenia 328 habitants. Limita amb Derval, Lusanger i Sion-les-Mines a Loira Atlàntic, Grand-Fougeray i La Dominelais a Ille i Vilaine.

## Demografia
| 1962                                       | 1968 | 1975 | 1982 | 1990 | 1999 |
| ------------------------------------------ | ---- | ---- | ---- | ---- | ---- |
| 335                                        | 356  | 331  | 302  | 280  | 259  |
| Des de 1962: població sense dobles comptes |      |      |      |      |      |

## Administració
| Període | Identitat   | Partit        |
| ------- | ----------- | ------------- |
| 2001-   | Yves Daniel | Divers gauche |

## Galeria d'imatges

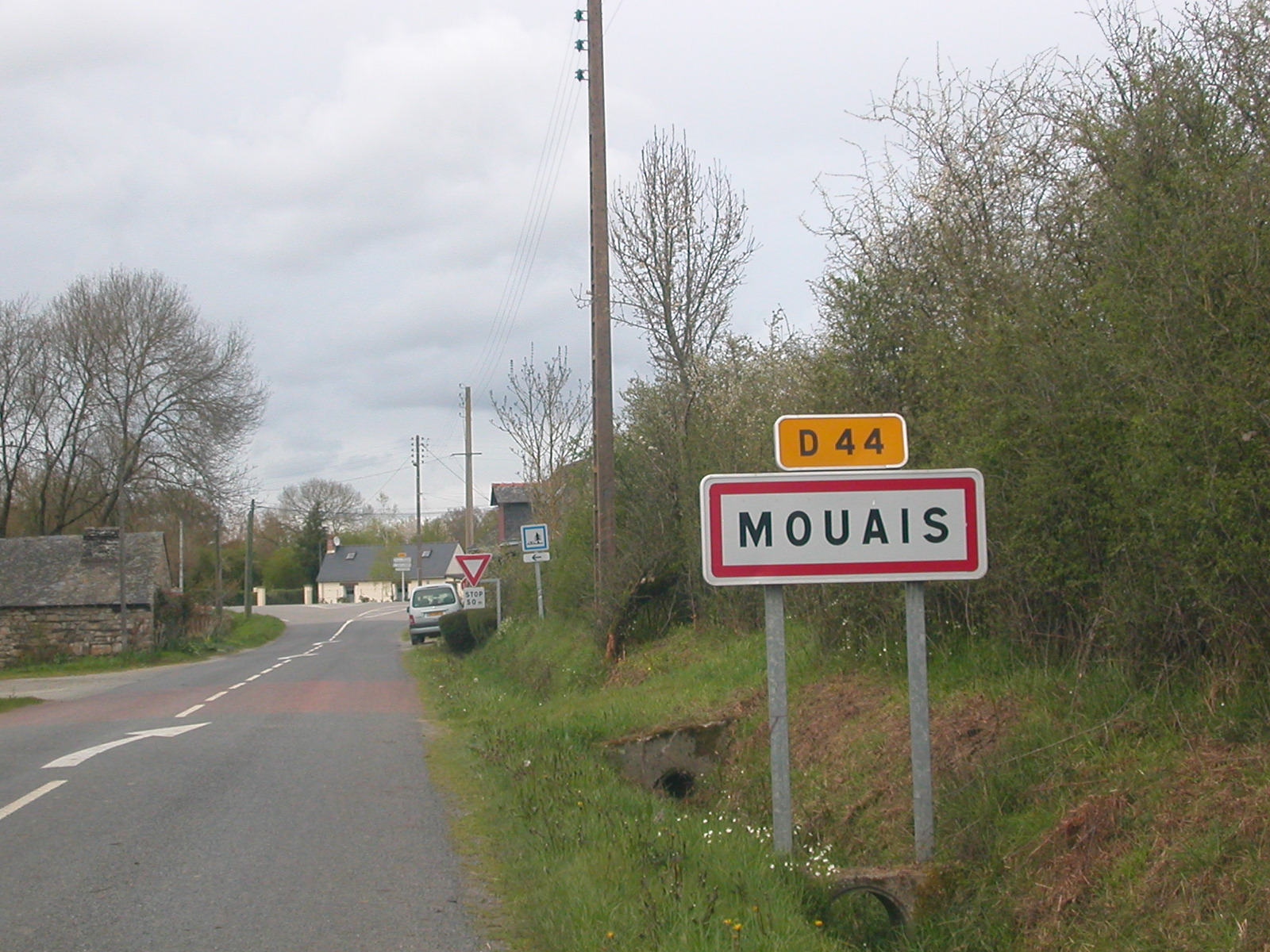
Entrada a Mouais
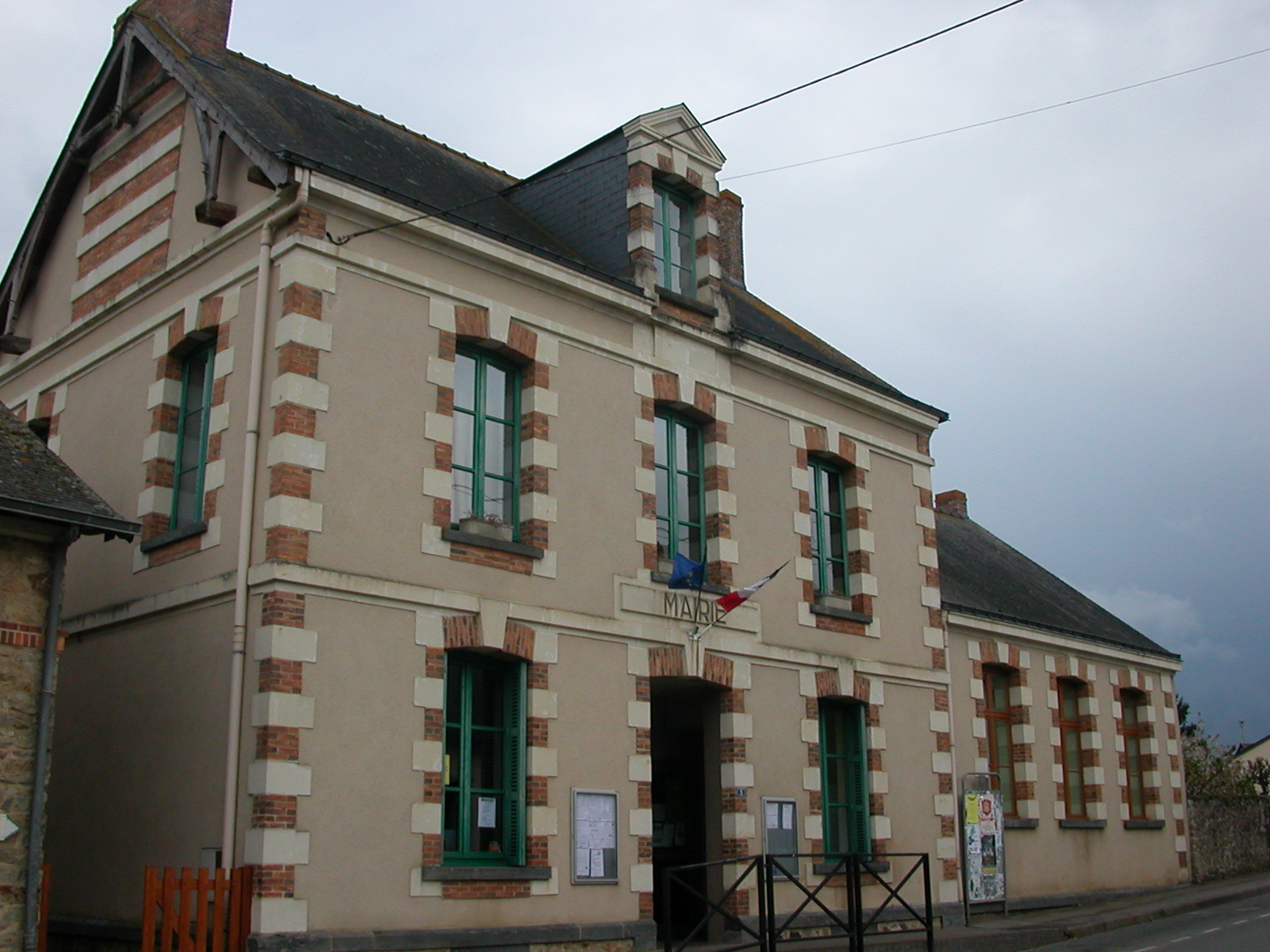
Alcaldia
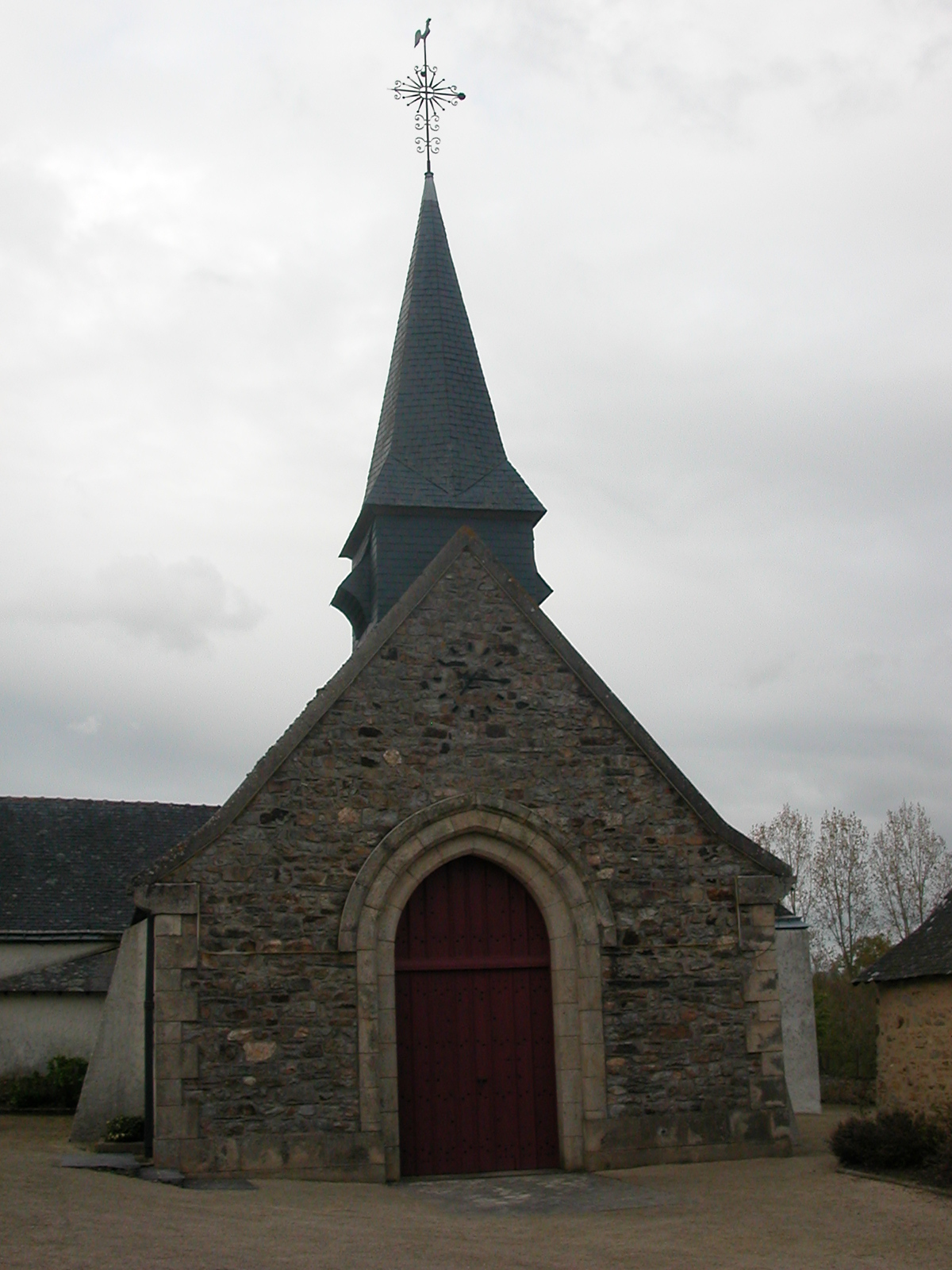
Església